# Sorkheh Dar
Sorkheh Dar (persiska: سُرخدَر, سُرخِه دَرِّه, سرخه در) är en ort i Iran.   Den ligger i provinsen Alborz, i den norra delen av landet, 40 km norr om huvudstaden Teheran. Sorkheh Dar ligger 2 100 meter över havet och antalet invånare är 228.
Terrängen runt Sorkheh Dar är kuperad åt sydost, men åt nordväst är den bergig. Sorkheh Dar ligger nere i en dal.Runt Sorkheh Dar är det mycket tätbefolkat, med 1 056 invånare per kvadratkilometer. Närmaste större samhälle är Ḩasanak Dar, 1,6 km norr om Sorkheh Dar. Trakten runt Sorkheh Dar består i huvudsak av gräsmarker.